# CajaSur
CajaSur (Caja de Ahorros y Monte de Piedad de Córdoba) fue una caja de ahorros española con sede en Córdoba.
Debido a su insostenible situación económica fue intervenida por el Banco de España, subastada y finalmente adjudicada a la entidad vasca BBK el 16 de julio de 2010.
El 20 de septiembre de 2010, se constituyó BBK Bank CajaSur, S.A.U., sucesor universal en todos los bienes, derechos y obligaciones de la Caja de Ahorros y Monte de Piedad de Córdoba, siendo BBK la propietaria del 100% de dicho banco. Tras el traspaso del negocio bancario de BBK a Kutxabank, BBK Bank CajaSur pasó a ser propiedad de Kutxabank. En abril de 2013, BBK Bank CajaSur, S.A.U. pasó a denominarse CajaSur Banco, S.A.U.
El nombre "CajaSur" se mantiene como marca comercial de CajaSur Banco.

## Historia
La historia de CajaSur surgió en 1995 de la fusión del Monte de Piedad y Caja de Ahorros de Córdoba, vinculada a la Iglesia Católica, y la Caja Provincial de Ahorros de Córdoba, vinculada a la Diputación Provincial. CajaSur era el nombre con el cual ya venía operando el Monte de Piedad desde hacía años.
El Monte de Piedad y Caja de Ahorros de Córdoba, conocido a lo largo de su historia por diversos nombres como Monte de Piedad de Córdoba, Monte de Piedad del Sr. Medina o Caja de Ahorros de Córdoba, fue fundada por el Cabildo Catedralicio de Córdoba, como Monte de Piedad, el 1 de septiembre de 1864. La Caja de Ahorros Provincial de Córdoba fue fundada en 1953.
Tras la fusión en 1995 CajaSur gozó de una posición de dominio en Córdoba capital y provincia, así como en la provincia de Jaén por su alto número de oficinas. Sin embargo, por los cada vez peores resultados económicos conseguidos, CajaSur fue advertida en 2009 de que sería intervenida por el Banco de España y subastada, situación que forzó a la caja cordobesa a un principio de acuerdo de fusión con Unicaja. A este proceso de fusión se sumó también Caja de Jaén, con lo que la futura entidad resultado de la fusión podría ser una de las seis mayores de España.

### Intervención del Banco de España y transformación en banco
Los sucesos que llevaron a la intervención de CajaSur por el Banco de España que resultaron en su adjudicación a BBK se inscriben en el contexto de reestructuración del sistema financiero en España sucedida en esa época: tras la aprobación del Fondo de Reestructuración Ordenada Bancaria (FROB) por el Gobierno de España, se instó a las entidades financieras con problemas, en especial a las Cajas de Ahorros, a seguir un proceso de fusión que garantizase su estabilidad y firmeza en el mercado.
CajaSur había obtenido pérdidas por importe de 596 millones de euros en el año fiscal de 2009. Desde el propio Banco de España y diversas entidades públicas y privadas, incluyendo la Junta de Andalucía, se había instado a CajaSur, y en especial a la Iglesia católica, mayoritaria en la entidad, a buscar una fusión con otra caja de ahorros. La propia entidad era consciente de esta necesidad.
No obstante estar avanzado el proceso de fusión con Unicaja, la primera caja de Andalucía, en la madrugada del 21 al 22 de mayo CajaSur, a propuesta de su Presidente, Santiago Gómez Sierra, prefirió la intervención del Banco de España antes de fusionarse con Unicaja, con el argumento de que no se fiaban del presidente de esta última entidad, Braulio Medel. Además, pocos días antes, CajaSur había comunicado unas pérdidas en el primer trimestre del año fiscal de 114 millones de euros.
Por 11 votos a favor y ocho en contra, se consumó la petición de intervención. Y el 22 de mayo de 2010, el Banco de España intervino CajaSur. Previamente al rechazo por parte de CajaSur, el consejo de Unicaja había dado luz verde a la fusión[cita requerida].
La intervención supuso el cese inmediato de todo el Consejo de Administración, siendo nombrado de manera provisional como administrador único el Fondo de Reestructuración Ordenada Bancaria a través de su Comisión Rectora. El importe de la operación de intervención en CajaSur para evitar su quiebra ascendió a 800 millones de euros en concepto de cuotas participativas por el FROB. Además, se dispuso una línea de 1.500 millones para garantizar la liquidez de la entidad andaluza.
Varias cajas presentaron ofertas al Banco de España para hacerse con CajaSur, algunas por invitación del propio banco central, entre ellas las andaluzas Unicaja y Cajasol. Otras entidades interesadas fueron BBK, Banco Sabadell y Caja Madrid. El 16 de julio de 2010, el Banco de España adjudicó definitivamente CajaSur a BBK. El FROB motivó su decisión en que BBK era la entidad más solvente de España, de acuerdo con sus criterios, y la oferta presentada es la más competitiva económicamente, pues "asegura la utilización más eficiente de los recursos públicos", ya que sólo reclamó al FROB unas ayudas de 392 millones en concepto de garantía durante un plazo de cinco años para el caso de que incremente la morosidad de una cartera de clientes predeterminados. Posteriormente, BBK devolvería los 800 millones de euros inyectados de urgencia por el FROB a la caja cordobesa tras su intervención el 21 de mayo.
Esta adjudicación provocó las manifestaciones negativas del Partido Andalucista[cita requerida] y resignación expectante en todos los demás partidos políticos[cita requerida]. La dirección de BBK anunció que realizaría una reducción de plantilla consensuada con los sindicatos y que crearía una fundación en Córdoba que gestionase la obra social. El 20 de septiembre de 2010, se constituyó BBK Bank CajaSur S.A.U., mediante escritura otorgada por su accionista único Bilbao Bizkaia Kutxa (BBK). Esta entidad fue la sucesora universal en todos los bienes, derechos y obligaciones de la Caja de Ahorros y Monte de Piedad de Córdoba (CajaSur). La formalización jurídica de la cesión del negocio financiero de CajaSur a BBK Bank CajaSur culminó el 29 de diciembre de 2010 y fue efectiva desde el 1 de enero de 2011.
Al cierre de 2010, se amortizó y abonó al FROB la totalidad de las cuotas participativas (800 millones de euros) y se canceló la línea de liquidez por importe de 1.500 millones de euros.

## Responsabilidad social
CajaSur contaba con una importante obra social y cultural, centrada fundamentalmente en la provincia de Córdoba, otorgando becas a estudiantes, ayudas a personas con discapacidad o en riesgo de exclusión social o subvencionando la conservación del patrimonio histórico-artístico y el medio ambiente.
El 21 de febrero de 2011, comenzó a funcionar la nueva Fundación Cajasur, creada por la BBK cuando se hizo cargo de la antigua caja cordobesa.

## Causas judiciales
El 30 de mayo de 2013, la Audiencia Nacional confirmó las sanciones a 12 exconsejeros de CajaSur por las irregularidades detectadas en la gestión de la entidad cordobesa.